# Ernst Albrecht
Ernst Carl Julius Albrecht (Heidelberg, 29 de junho de 1930 — Burgdorf, 13 de dezembro de 2014) foi um político alemão da União Democrata-Cristã.
Antes de entrar na política, Ernst Albrecht, o filho de um médico de família em Heidelberg foi contratado como diretor-geral da União Europeia em Bruxelas. Em 1971 ele se juntou a diretoria do fabricante de produtos de padaria Bahlsen em Hanover.
Por 14 anos, Ernst Albrecht foi o primeiro-ministro do estado da Baixa Saxônia entre 1976 e 1990. Em seus últimos anos, ele sofria de demência, mas viveu abrigada com a família de sua terceira filha Ursula von der Leyen, atual Presidente da Comissão Europeia.